# Schoenoplectus kandawlayensis
Schoenoplectus kandawlayensis är en halvgräsart som beskrevs av Tetsuo Michael Koyama. Schoenoplectus kandawlayensis ingår i släktet sävsläktet, och familjen halvgräs. Inga underarter finns listade i Catalogue of Life.